# Симарубові
Айлантові, Симарубові (Simaroubaceae) — в основному тропічна родина квіткових рослин. Найвідомішим видом є Ailanthus altissima, який став космополітним міським бур'янним деревом.

## Опис
Чагарники або дерева; гермафродит, однодомні або дводомні рослини. Суцвіття волоті або кластери, які містять від кілька до багато квітів. Чашолистки 3-5 (-8). Пелюстки 3-5 або рідко відсутні. Плоди кісточкові ягоди, або капсули.

## Поширення, екологія
Має пантропічне і субтропічне поширення.

## Використання людиною
Вид Ailanthus altissima став відомим і поширеним міським деревом.

## Галерея

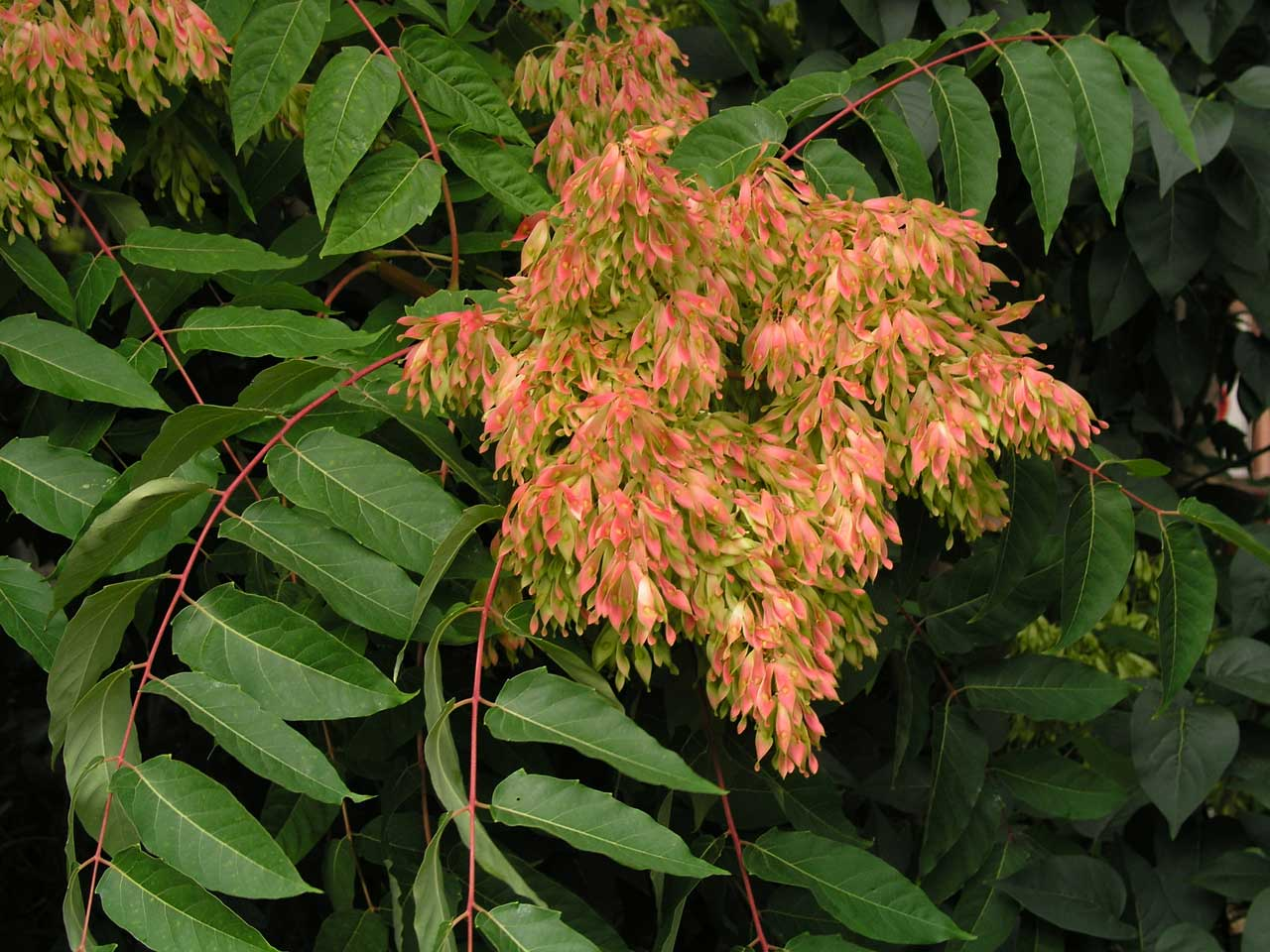
Ailanthus altissima
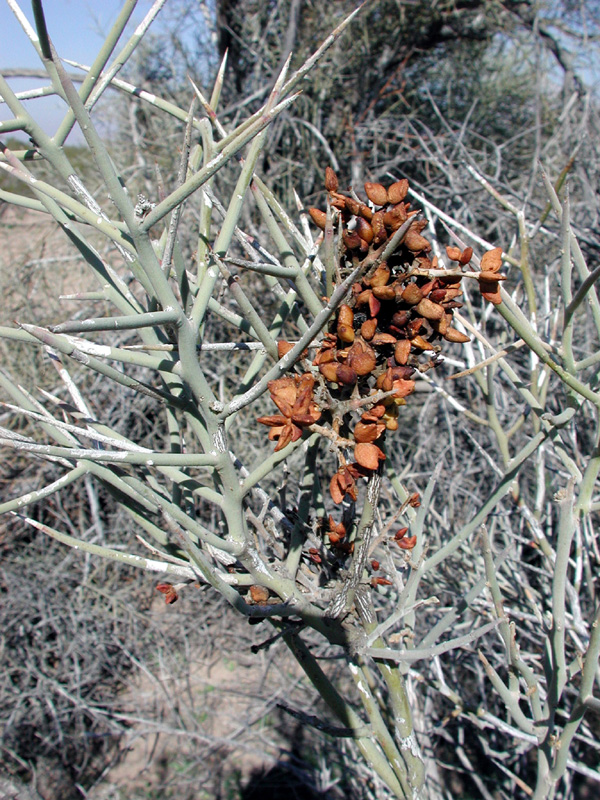
Castela emoryi
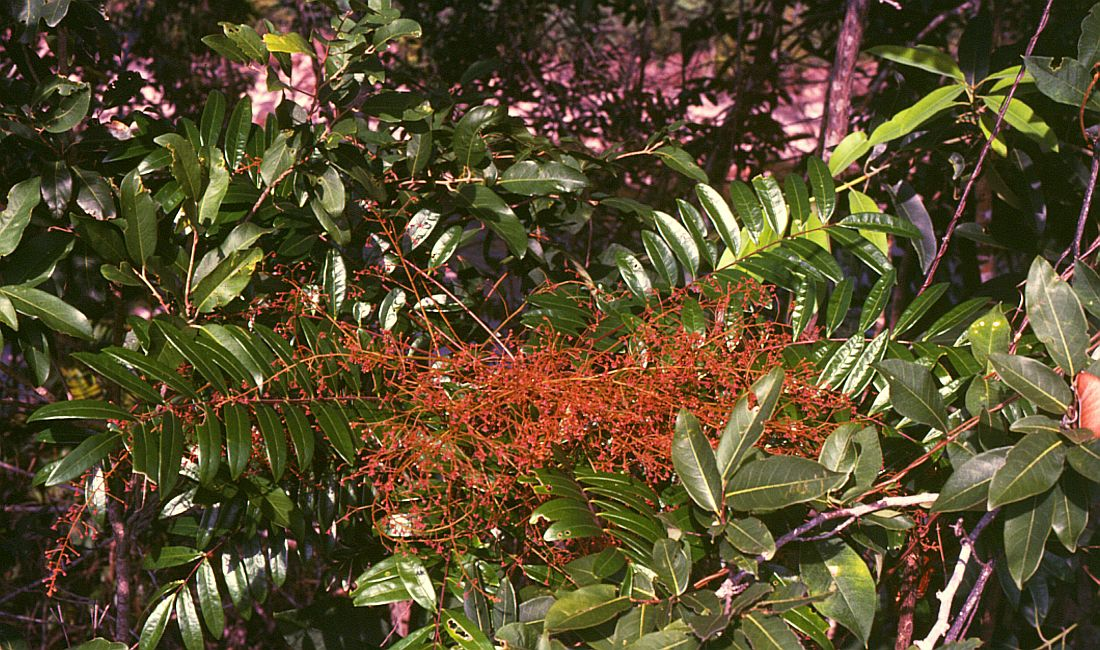
Eurycoma longifolia
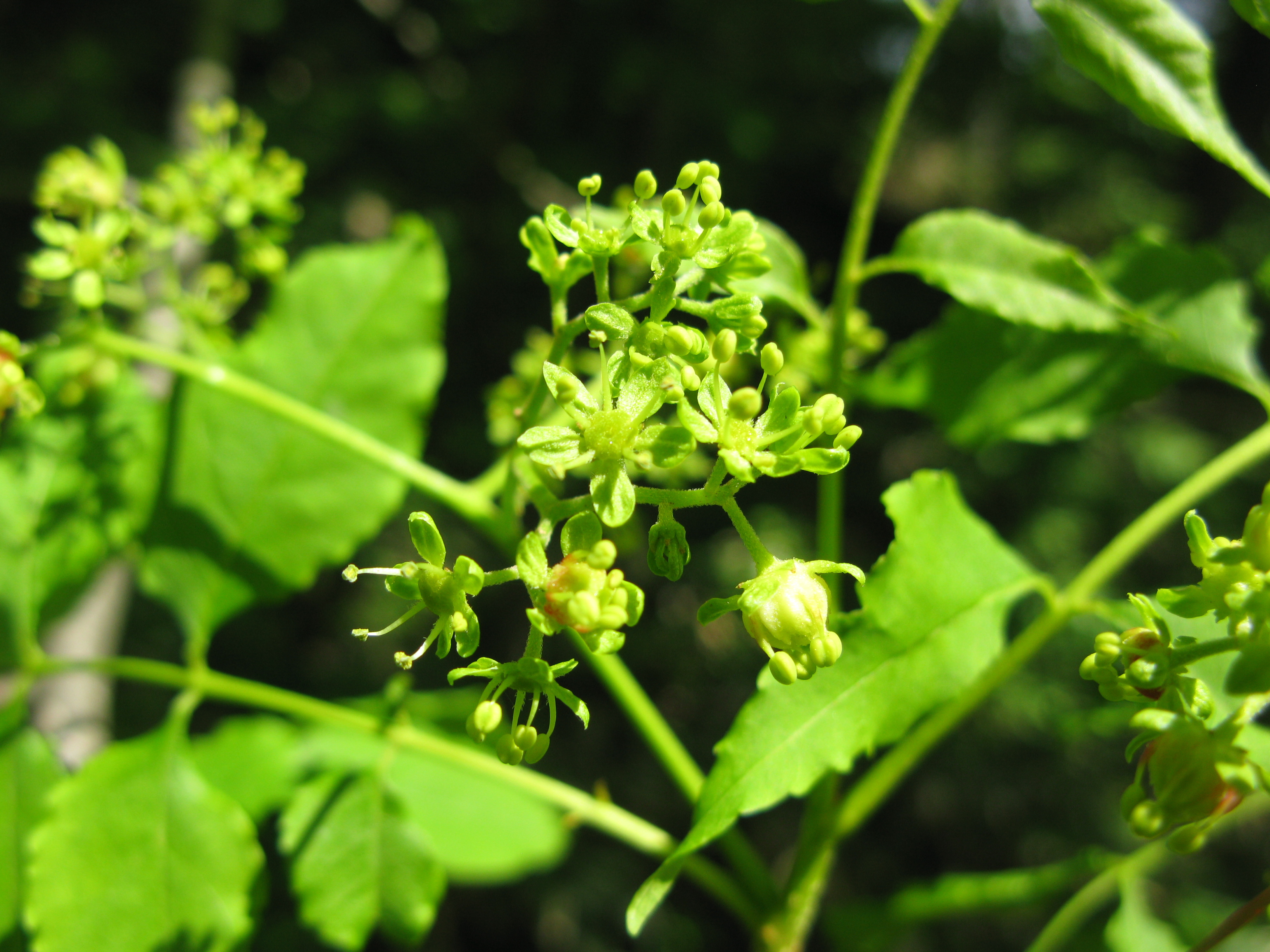
Picrasma quassioides
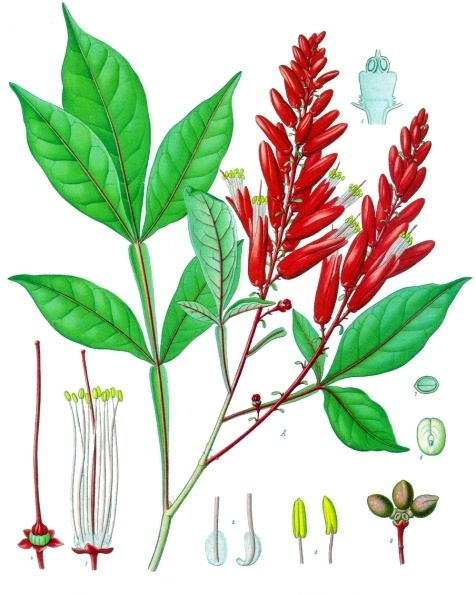
Quassia amara
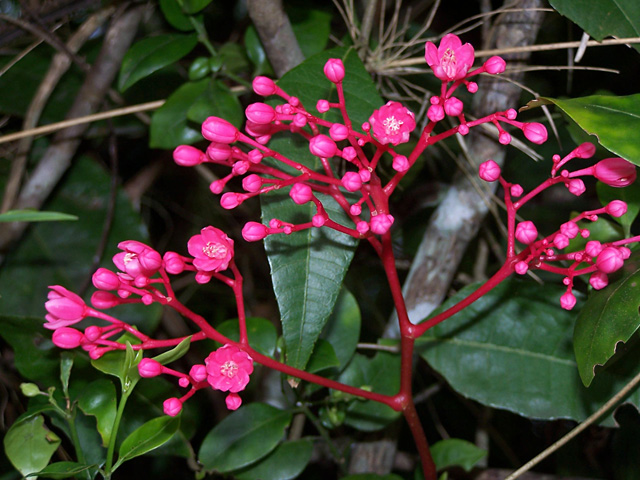
Simarouba tulae